# Walther Lucht

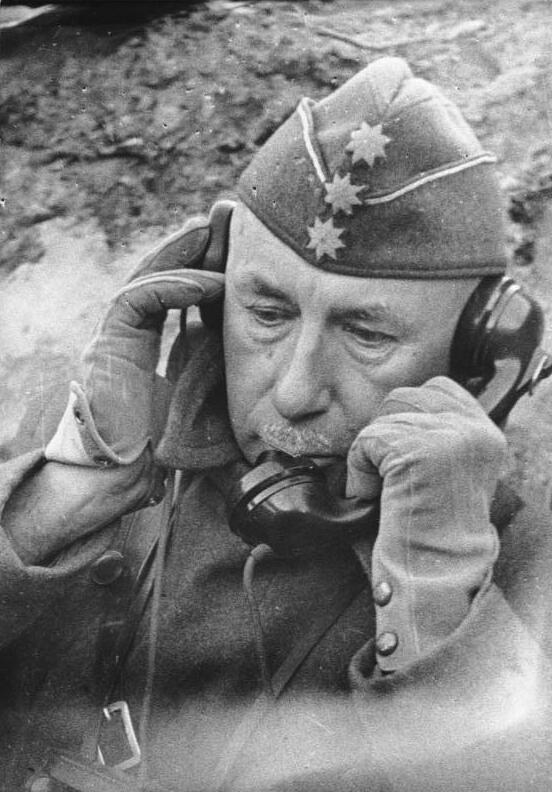
Walther Lucht im März 1939 in Spanien

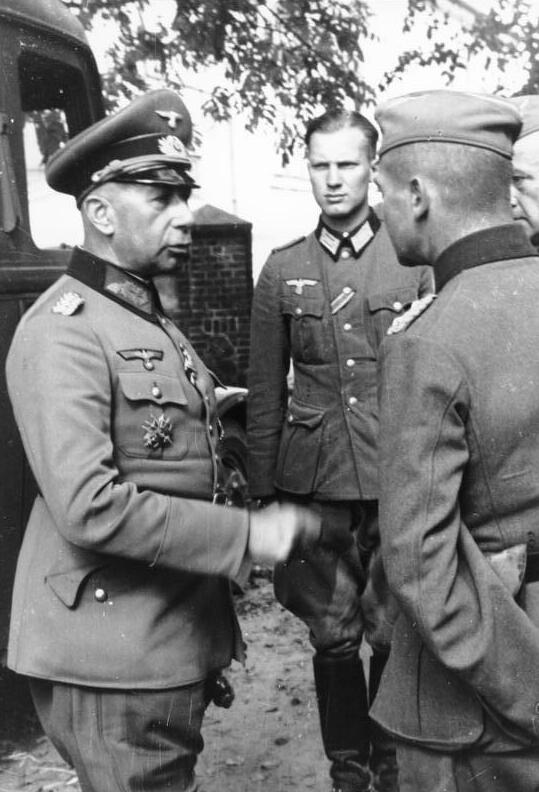
Lucht 1941 in Polen im Gespräch mit Offizieren

Walther Lucht (* 26. Februar 1882 in Berlin; † 18. März 1949 in Heilbronn) war ein deutscher General der Artillerie im Zweiten Weltkrieg.

## Leben
Als 19-jähriger Abiturient trat Lucht im Sommer 1901 als Fahnenjunker in das Fußartillerie-Regiment „von Linger“ (Ostpreußisches) Nr. 1 der Preußischen Armee ein und avancierte Mitte Oktober 1902 zum Leutnant. In den Jahren 1907 bis 1910 war er als Bataillonsadjutant tätig, stieg am 18. Oktober 1911 zum Oberleutnant und diente er in der 8. Batterie. Zu Beginn des Ersten Weltkriegs war er an die Kriegsakademie in Berlin abkommandiert, kehrte aber sofort zu seinem Regiment zurück und ging als Batterieführer ins Feld. Am 4. November 1914 zum Hauptmann befördert, wurde er während des Krieges zu verschiedenen Generalstabsstellungen versetzt und diente zeitweilig auch als Bataillonskommandeur. Für sein Wirken erhielt er neben beiden Klassen des Eisernen Kreuzes das Hamburger Hanseatenkreuz sowie das Österreichische Militärverdienstkreuz III. Klasse mit Kriegsdekoration.
Nach dem Krieg wurde er in die Reichswehr übernommen und gehörte dort dem 2. (Preußisches) Artillerie-Regiment an. Am 1. Oktober 1921 erfolgte die Versetzung ins Reichswehrministerium nach Berlin, wo er bis 1924 in der Heerestransportabteilung Dienst tat. Am 1. Dezember 1925 zum Major befördert, kam er 1925 zur 7. (Bayerische) Division, wo er zwei Jahre blieb, bis er 1927 zum Stab des Gruppenkommandos 1 versetzt wurde. 1929 wurde er Standortkommandant von Glogau und am 1. April 1930 Oberstleutnant. Am 31. März 1932 ging er in Pension.
Nach vierjährigem Ruhestand wurde er im Zuge der Truppenvermehrung wieder zum Wehrdienst eingezogen und stand zur Verfügung des Chefs des Generalstabs des Heeres. Im Oktober 1937 bis in den Sommer 1939 war er Artilleriekommandant der Legion Condor. Am 1. Juni 1938 zum Oberst befördert, übernahm er am 1. September 1939 den Befehl über das Artillerieregiment 215. Am 6. Februar 1940 wurde er zum Artillerie-Kommandeur 44 ernannt und in dieser Funktion am 1. Oktober 1940 zum Generalmajor befördert. Im Sommer desselben Jahres wurde er mit der Wiederholungsspange des Eisernen Kreuzes ausgezeichnet. Mit der Umwandlung der Artillerie-Kommandanturen wurde er für kurze Zeit der aus dem Artillerie-Kommandeur 44 hervorgegangenen „Harko“ (Höherer Artilleriekommandeur) 310. Ab dem 17. Februar 1942 war Lucht mit der Führung der 336. Infanterie-Division beauftragt und wurde mit dem Deutschen Kreuz in Gold ausgezeichnet.
Am 1. November 1942 wurde er zum Generalleutnant befördert. Am 30. Januar 1943 erhielt er für die erfolgreich geführten Abwehrkämpfe im Dongebiet das Ritterkreuz des Eisernen Kreuzes. Am 22. Juli 1943 zum Befehlshaber im Abschnitt der Straße von Kertsch ernannt, wurde er am 1. Oktober 1943 zum General der Artillerie befördert. Am 1. November 1943 übernahm er das Kommando des LXVI. Armeekorps. Am 9. Januar 1945 erhielt er für seine Leistungen bei der Ardennenoffensive das Eichenlaub zum Ritterkreuz des Eisernen Kreuzes (691. Verleihung).
Anfang März 1945 galt er als im Ruhrkessel vermisst, konnte sich aber mit wenigen hundert Soldaten zu den eigenen Linien durchschlagen. Im April 1945 wurde er zum Oberbefehlshaber der im Raum Kassel neu aufzustellenden 11. Armee bestimmt; er trat diesen Posten am Abend des 7. April 1945 an.
Er wurde mit seinen Truppen in der „Harzfestung“ eingekesselt und ergab sich in der Nähe von Blankenburg US-Truppen.
1948 wurde er aus der Kriegsgefangenschaft entlassen. Er starb im März 1949 bei einem Autounfall.